# 楊顒
楊 顒（よう ぎょう、生没年不詳）は、中国後漢末期から三国時代の人物。字は子昭。荊州襄陽郡の人。宗族には楊慮・楊儀がいる。諸葛亮の北伐時、その幕僚として従軍し、諸葛亮に高く評価された。『三国志』に注釈として付けられた習鑿歯の『襄陽記』に事跡が記録されている。

## 生涯
楊顒は漢水の傍、蔡洲の西にある洄湖の南岸に居住していた。
劉備が荊州南部を征圧するとこれに仕え、入蜀に付き従って巴郡太守に任命された。諸葛亮が丞相となるとその主簿となった。
この際、諸葛亮が自ら帳簿の確認を行っているの見て、その働きすぎを治国のあるべき姿である礼制を一家のあり方に例え、前漢の宰相である丙吉・陳平の故事を引いて諌めた。
「行政には役割というものがあり、上下互いに侵犯しあってはならないのです。どうか明公(との)のために、一家の仕組みを例えに説明させてください。今ある人が奴隷に耕作を行わせ、婢に炊事をまかなわせ、鶏に時を告げさせる役を、犬に盗人に向かって吠える役を、牛に重い荷物を背負う役を、馬に遠方へ行く用を務めさせますならば、各人の仕事には空白がなく、必要なことはすべて充足し、悠然と枕を高くして寝、飲み食いしていれば済むのです。ところが、ある日突然、自分自身でそれらの仕事を何もかもやってのけ、二度と人任せにしないで、自分の体力を労し、この煩雑な務めを行おうとするならば、肉体は疲労し精神も困憊して、結局何ひとつ仕上げられないでしょう。いったいその智恵が奴婢鶏犬に劣っているからでしょうか。一家の主人としての道に反しているからです。そのために昔の人は、『座ったまま政治の方針を考える者、それを三公といい、立ってこれを実行に移す者、それを士大夫という』と述べているのです。だから、邴吉は、道に死人が横たわっているのを見ても無視し、牛が舌を出して喘いでいるのを見ると、心配したのですし、陳平は金銭や穀物の数量をあえて知ろうとせず、それぞれの担当者がいると述べたのです。彼らはまことに職務の分担をわきまえておりました。今、明公(との)には政治を行うにあなり、自ずから出納簿をお調べになって、一日中汗を流しておいでになられます。あまりにも労働過重ではないでしょうか。」
諸葛亮は彼の忠告に陳謝した。
後に東曹属となって官吏の推挙を担当した。楊顒が亡くなると、諸葛亮はその死を痛み三日間にわたって涙を流した。諸葛亮は留府長史の張裔・蔣琬に手紙を送った際に、同時期に亡くなった西曹令史の頼広とともに、その死は朝廷の重大な損失であると書き記している。

## 『三国志演義』における楊顒
『三国志演義』に一度だけ登場し、史実と同様諸葛亮の働きすぎを諌めている。